# Messi Martin
Messi Me Nkonda Martin est un guitariste et chanteur camerounais né le 22 septembre 1946 et mort le 10 mars 2005 (ou le 7-8 décembre 2005) à Yaoundé. Il est présenté comme le père du bikutsi moderne.

## Biographie
À l'âge de 12 ans, il joue du banjo. Son père s'oppose alors fortement à son goût prononcé pour la musique. En décembre 1960, il quitte le foyer familial et rencontre le kaka de Batouri, Jean Gabary, qu'il rejoint dans le groupe Jazzy Garo. Il est remarqué par le Togolais Jean Bossou qui lui permet de se lancer en solo. Il lance alors le groupe Diamafoune.
Après une tournée discrète au Nigéria, il change de producteur (Joseph Tamla) et sort en 1964 son premier album, Bekono Nga Nkonda dédié à sa mère. Les morceaux Amu dzé, Mengala Maurice, Minyono, et Ovongo ane man Bella sont des hits nationaux. À la fin des années 1960, alors qu'il évolue au cabaret Mango Bar, il crée le groupe Los Camaroes avec le guitariste Jean Gabari. Le groupe comprenait aussi Dodo Eitel (guitare solo), Sala Bekono, Johny Cosmos, Jean-Marie Ngouamba (chants), Ojuku (tumbas), Ringo (batterie)  Bien  que groupe phare du style Bakutsi moderne, l'ensemble musical s'adonne aussi au Makossa, au Soukous, au Merengue et à la Rumba. À la suite du décès du guitariste-fondateur Jean Gabari, le groupe se démembre peu à peu.
Après un passage à vide dans les années 1980, "le grand maître" fera un retour au début des années 1990 successivement chez Ikom Kaporal (un album), brief Ossessa (deux albums dont une compilation de tous ses succès) et Angoula Production avec un album à succès "Zoa Mballa" (disque de l'année en 2000 de l'émission de télévision national CRTV-Tube vision). Sa technique du chant et son doigté guitariste ont eu une très grande influence sur le bikutsi moderne.
Il meurt le 10 mars 2005 (ou le 7-8 décembre 2005) dans la pauvreté et la misère dans le quartier Kondengui à Yaoundé.

## Style
Messi Martin a découvert comment transposer le son du balafon sur une guitare électrique, ce que l'on appelle aujourd'hui "Guitare-Balafon". Il a initié de nombreux artistes camerounais contemporains au bikutsi, dont Betti Joseph.

## Vie privée
Messi Martin a eu 2 épouses et 9 enfants.

## Discographie
- 1964 : Bekono Nga Nkonda (production Joseph Tamla)
- 2000 : Zoa Mballa (disque de l'année 2000 par Tube Vision[3])

### Articles liées
- Musique camerounaise, Koko Ateba, Richard Bona, Eboa Lotin, Donny Elwood, Ben Decca, Keziah Jones, Fela Kuti, Brice Ateba